# Nick Dumont
Nick Dumont, a nivel profesional Emma Dumont (15 de noviembre de 1994), es una persona profesional de la actuación, el modelaje y la danza, de nacionalidad estadounidense, que ha alcanzado el reconocimiento por sus papeles como Melanie Segal en la serie Bunheads, de ABC Family, como Emma Karn en la serie de NBC Aquarius, junto a David Duchovny, y como Lorna Dane/Polaris  en The Gifted.

## Vida personal
Dumont nació en Seattle, Washington. Asistió a Washington Middle School y más tarde a James A. Garfield High School antes de educarse en casa con el fin de perseguir el modelaje y la actuación. También asistió a la Orange County High School of the Arts en el Conservatorio de Música y Teatro de Santa Ana, California.
Comenzó su formación de ballet a los 3 años y estudió en Pacific Northwest Ballet, Cornish College of the Arts y Spectrum Dance Theatre School (The Academy - programa preprofesional) con veranos en American Ballet Theatre, Joffrey Ballet School y el Bolshoi Ballet Academy en Moscú, Rusia.
Comenzó a actuar en el teatro comunitario a los 6 años con actuaciones en Seattle Public Theatre y Seattle Musical Theatre, entre otros. Su formación de teatro musical incluye cuatro veranos en 5th Avenue Theatre. Dumont toca el violín desde los 4 años y ha alcanzado una gran habilidad. Ha tocado con las Orquestas Sinfónicas Juveniles de Seattle y, más recientemente, con la Orquesta Juvenil de Glendale.
También participó en FIRST Robotics en un equipo patrocinado por la NASA/JPL y Walt Disney Imagineering.
A la edad de 15 años, Dumont participó en los programas de entrenamiento Los Angeles Derby Dolls de patinaje sobre ruedas. Dumont, roller derby y LADD skaters se presentaron en un episodio de 2013 de la serie familiar de Bunheads.
Dumont es parte de Mensa con planes de continuar sus estudios en ingeniería mecánica.
En diciembre de 2024 Nick salió del armario como persona no binaria y transmasculina, afirmando que se identifica con los pronombres they/them, equivalentes al pronombre «elle» en español.

## Carrera
El primer papel cinematográfico de Dumont fue en True Adolescents en 2007 (lanzada en 2009), a los 12 años junto a Melissa Leo y Mark Duplass. Más tarde apareció en la película Dear Lemon Lima en 2008 (lanzada en 2009). Ambas películas se filmaron en la ciudad natal de Dumont, Seattle.
En enero de 2010, Dumont ganó un concurso de búsqueda de la revista V V A Model, que aparece en la edición de marzo de 2010 y recibió un contrato con Ford Models. Trabajó en la semana de la moda en la ciudad de Nueva York ese mismo año, y posteriormente modeló en Hong Kong, Nueva York, Los Ángeles, China y Tokio.
En 2011, se le seleccionó para un papel principal en METRO, el piloto de NBC ganador del Premio de la Academia de Stephen Gaghan, junto a Noah Emmerich y Jimmy Smits. En octubre de 2011, se eligió a Dumont para formar parte de la serie original de ABC Family, Bunheads, protagonizada por Sutton Foster y Kelly Bishop. A lo largo de 2012 y principios de 2013, interpretó a Melanie Segal, que asiste a la academia de baile dirigida por la suegra de la protagonista en la serie de televisión.
También en 2012, apareció en la película independiente Nobody Walks junto a Dylan McDermott, John Krasinski, Jane Levy, Olivia Thirlby, y Rosemarie DeWitt. En 2014, Dumont filmó dos pilotos de televisión para NBC: Aquarius, que funcionó durante dos temporadas, y Salvation (protagonizada por Ashley Judd), que no se recogió como una serie. En marzo de 2017, se le seleccionó para participar en un piloto de Fox para una serie de televisión de X-Men, The Gifted, aprobada en mayo de 2017 y estrenada en octubre de ese mismo año.

## Filmografía

### Cine
| Año  | Título           | Rol                | Notas                                                                                            |
| ---- | ---------------- | ------------------ | ------------------------------------------------------------------------------------------------ |
| 2009 | True Adolescents | Cara               | Créditos: Emma Noelle Roberts                                                                    |
| 2009 | Dear Lemon Lima  | Kellie             | Créditos: Emma Noelle Roberts                                                                    |
| 2012 | Nobody Walks     | Yma                |                                                                                                  |
| 2014 | Thinspiration    | Kayden             | Thinspiration se relanzó más tarde en los Estados Unidos bajo el título de Starving in Suburbia. |
| 2014 | Inherent Vice    | Zinnia             |                                                                                                  |
| 2017 | The Body Tree    | Sandra             |                                                                                                  |
| 2019 | What Lies Ahead  | Jessica            |                                                                                                  |
| 2021 | Wrong Turn       | Milla D'Angelo     |                                                                                                  |
| 2023 | Oppenheimer      | Jackie Oppenheimer |                                                                                                  |

### Televisión
| Año     | Título              | Rol                  | Notas                             |
| ------- | ------------------- | -------------------- | --------------------------------- |
| 2011    | Metro               | Jennifer Mullins     | Película de televisión sin vender |
| 2012-13 | Bunheads            | Melanie "Mel" Segal  | 18 episodios; papel principal     |
| 2014    | Mind Games          | Sofie                | 1 episodio; «Pet Rock»            |
| 2014    | Salvation           | Natalie Thompson     | Piloto de televisión fallido      |
| 2015-16 | Aquarius            | Emma Karn            | 24 episodios; papel principal     |
| 2016    | The Fosters         | Sasha                | 1 episodio; «Girl Code»           |
| 2017-18 | T@gged              | Zoe Desaul           | 16 episodios; papel principal     |
| 2017    | The Magicians       | The White Lady       | 1 episodio; «The Flying Forest»   |
| 2017    | Pretty Little Liars | Katherine Daly       | 1 episodio; «Playtime»            |
| 2017-19 | The Gifted          | Lorna Dane / Polaris | Papel principal                   |
| 2019    | King of Bots 2      | Ella misma           | 8 episodios; panelista            |
| 2019    | All Rise            | Phoebe               | 1 episodio                        |